# BELKAW-Arena
Die BELKAW-Arena ist ein Fußballstadion mit Leichtathletikanlage in der nordrhein-westfälischen Stadt Bergisch Gladbach. Im September 2005 wechselte der Name von Stadion An der Paffrather Straße zum Sponsorennamen der Bergische Licht-, Kraft- und Wasserwerke, kurz BELKAW. Das Stadion bietet Platz für 10.500 Zuschauer. Die Anlage wird von der Haupttribüne mit 1.800 Sitzplätzen mit dreizehn Satteldach-Elementen geprägt.

## Geschichte
In den Jahren 1932/33 entstand die erste Sportstätte am Standort des heutigen Stadions. Die Anlage mit Namen Waldstadion bot 300 Zuschauerplätze. Während des Zweiten Weltkrieges wurde die Spielstätte zerstört. In den 1950er Jahren folgte an gleicher Stelle der Bau des Kreisstadtstadions. Seine 12.000 Plätze waren nur einmal vollständig besetzt. Das Endspiel um die deutsche Frauen-Fußballmeisterschaft 1979 zwischen der SSG 09 Bergisch Gladbach und dem FC Bayern München fand vor ausverkauftem Haus statt. Mitte der 1980er Jahre entstand das Stadion An der Paffrather Straße, das am 27. September 1986 offiziell eingeweiht wurde.
Am 27. Juli 2016 bestritt Bayer 04 Leverkusen in der BELKAW-Arena vor 3.457 Zuschauern ein Testspiel gegen den FC Porto (1:1).
In der Saison 2018/19 trug der in die Regionalliga West aufgestiegene TV Herkenrath seine Heimspiele in der BELKAW-Arena aus.